# Guðjónsdóttir
Guðjónsdóttir ist ein isländischer Name.

## Bedeutung
Der Name ist ein Patronym und bedeutet Tochter des Guðjón. Die männliche Entsprechung ist Guðjónsson (Sohn des Guðjón).

## Namensträgerinnen
- Birgit Guðjónsdóttir (* 1962), isländische Kamerafrau
- Brynhildur Guðjónsdóttir (* 1972), isländische Schauspielerin
- Gerður Kristný Guðjonsdóttir (* 1970), isländische Schriftstellerin, siehe Gerður Kristný